# کمپین ریاست‌جمهوری جان دلنی (۲۰۲۰)

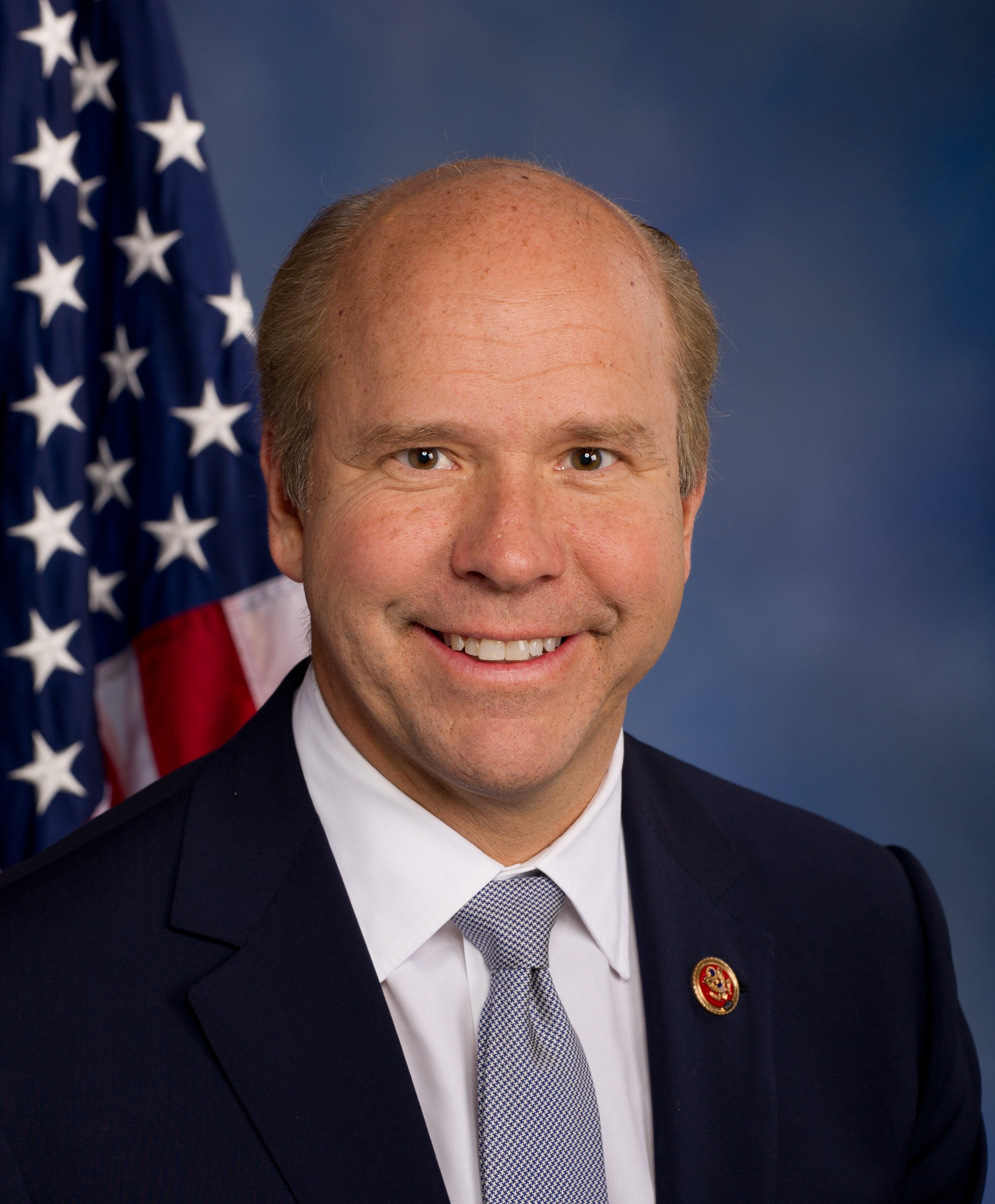
John Delaney

کمپین ریاست‌جمهوری جان دلنی، ۲۰۲۰ (انگلیسی: John Delaney 2020 presidential campaign) کمپین این نمایندهٔ پیشین مجلس نمایندگان ایالات متحده آمریکا بود که از حوزه انتخابیه ششم مریلند انتخاب شد و از سال ۲۰۱۳ تا ۲۰۱۹ عضو کنگره بود. وی در ۲۸ ژوئیه ۲۰۱۷ کاندیداتوری خود را برای شرکت در انتخابات ریاست جمهوری ایالات متحده آمریکا (۲۰۲۰) اعلام کرد. او اولین مریلندی است که در کاندیداتوری ریاست‌جمهوری شرکت می‌کند و دومین فرد از کلیسای کاتولیک به‌شمار می‌رود.

## پیشینه
دلنی به مدت سه دوره حوزه ششم مریلند را در مجلس نمایندگان کنگره آمریکا نمایندگی کرد. او پیش از این یک بازرگان و کارآفرین بود. قبل از اعلام کاندیداتوری دلنی به‌طور بالقوه شایستگی حضور در انتخابات فرمانداری ۲۰۱۸ را دارا بود.